# Atelopus siranus
Atelopus siranus е вид жаба от семейство Крастави жаби (Bufonidae).

## Разпространение
Видът е разпространен в Перу.